# Anica Kumer
Anica Kumer (r. Jeršič), slovenska gledališka in filmska igralka, * 24. junij 1945, Drniš, Hrvaška.
Anica Kumer je od leta 1965 članica Slovenskega ljudskega gledališča v Celju, v katerem je odigrala vrsto karakternih in komičnih vlog, nastopala pa je tudi v filmih in na  televiziji. Za vlogo Vide v Cankarjevi Lepi Vidi je 1980 prejela Sterijevo nagrado. V Sloveniji pa je bila za svoje delo leta 2003 nagrajena s Borštnikovim prstanom